# کاپوته
کاپوته (به لهستانی:  Kaputy) یک روستا در لهستان است که در گمینا اوژاروف مازوویتسکی واقع شده‌است.
 کاپوته  ۱۵۰ نفر جمعیت دارد.